# Koalicija voljnih
Koalicija voljnih (angleško Coalition of the willing) je izraz za skupino držav, ki delujejo izven nadzora OZN. Najbolj znana uporaba tega izraza je za koalicijo držav, ki so sodelovale v invaziji na Irak 2003 pod vodstvom ZDA. Ta koalicija se je odločila za tako delovanje zaradi prepričanja, da OZN ne bi storila zadosti pri razoroževanju Iraka, ki mu je bilo (neutemeljeno) pripisano posedovanje orožja za množično uničevanje. OZN tudi ni podprla operacije in ji ni dala legitimne podpore.

## Članice koalicije (številovojakov)
1. ZDA	130.000
2. Združeno kraljestvo	0
3. Italija	0
4. Poljska	0
5. Ukrajina	0
6. Španija 0
7. Nizozemska	0
8. Avstralija	0
9. Romunija	0
10. Bolgarija	0
11. Tajska	0
12. Danska	0
13. Honduras 	0
14. Salvador	0
15. Dominikanska republika	0
16. Madžarska  	0
17. Japonska	0
18. Norveška	0
19. Mongolija	0
20. Azerbajdžan	0
21. Portugalska	0
22. Latvija	0
23. Litva	0
24. Slovaška	0
25. Češka	0
26. Filipini	0
27. Albanija	0
28. Gruzija	0
29. Nova Zelandija	0
30. Moldavija	0
31. Makedonija	0
32. Estonija	0
33. Kazahstan	0
34. Angola 0
35. Kolumbija 0
36. Eritreja 0
37. Etiopija 0
38. Islandija 0
39. Kuvajt 0
40. Mikronezija 0
41. Nikaragva 0
42. Ruanda 0
43. Singapur 0
44. Salomonovi otoki 0
45. Južna Koreja 0
46. Tonga 0
47. Uganda 0

### Bivše članice koalicije
Španija in Honduras sta umaknili svoje oborožene sile v juniju 2004, mesec kasneje Filipini. Madžarska je umaknila svoje vojake v novembru in decembru 2004.